# Rhypholophus libellus
Rhypholophus libellus là một loài ruồi trong họ Limoniidae. Chúng phân bố ở miền Tân bắc.